# Barläst

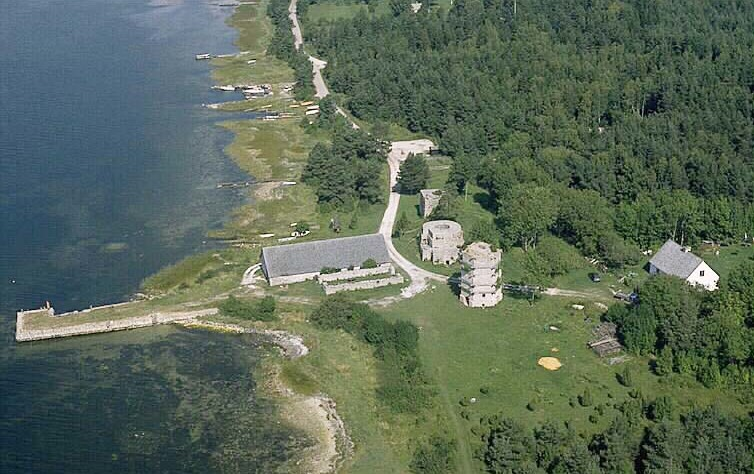
Barläst

Barläst ist ein ehemaliger Hafen im Kirchspiel (schwedisch socken) Lärbro im Norden der schwedischen Insel Gotland.
Barläst liegt an der Ostküste Gotlands, gegenüber von Slite an der Vägumebuch (schwedisch Vägumeviken).
In früheren Zeiten wurde dort Kalk gebrannt und verschifft.
An dem Ort befinden sich Ruinen von drei Kalköfen, von denen der älteste wahrscheinlich aus dem 17. Jahrhundert stammt.
Die Kalkverarbeitung fand bis zum Anfang des 20. Jahrhunderts statt.